# قضايا هايماركت
قضية هايماركت (بالإنجليزية: Haymarket affair) (وتُعرف أيضاً باسم مذبحة هاي‌ماركت أو شغب هاي‌ماركت أو قضايا هاي ماركت أو قضايا هايماركت) كانت مظاهرة وأعمال شغب حدثت في يوم الثلاثاء 4 مايو 1886، في ميدان هاي‌ماركت في شيكاغو. وقد بدأت كتجمع مؤيد لعمال مضربين. وقد قام شخص غير معروف بإلقاء قنبلة ديناميت على الشرطة أثناء تفريقهم التجمع العام. وقد نتج عن انفجار القنبلة وإطلاق النار التالي مصرع ثمانية من ضباط الشرطة، معظمهم من نيران صديقة، وعدد غير معروف من المدنيين. وفي الإجراءات القانونية التالية والتي حظت بمتابعة في أرجاء العالم، فقد حوكم ثمانية لاسلطويين بتهمة القتل. وقد أدين أربعة منهم وتم اعدامهم، وانتحر واحد في السجن، بالرغم من أن النيابة أقرت بأن القنبلة لم يلقها أي من الثمانية.